# Ernst Geissler

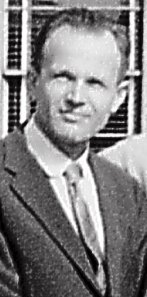
Ernst Geissler in Huntsville

Ernst Dietrich Geissler (* 3. August 1915 in Chemnitz, Deutsches Kaiserreich; † 3. Juni 1989 in Huntsville, Alabama) war ein deutsch-amerikanischer Ingenieur und Raumfahrtpionier.

## Leben
Ernst Geissler wurde am 3. August 1915 in Chemnitz geboren im damaligen Königreich Sachsen. Er studierte an der Technischen Universität Dresden und schloss sein Studium im Jahr 1939 mit dem Diplom ab.
Im Jahre 1940 wurde Geissler Mitarbeiter im Team der Raketenentwicklung von Wernher von Braun in der Heeresversuchsanstalt Peenemünde. Dort war er der Leiter einer Mathematiker-Gruppe, die für die Berechnung von Trajektorien bzw. Flugbahnen zuständig war.
Nach dem Zweiten Weltkrieg gelangte Geissler im November 1945 im Zuge der Operation Paperclip in die USA. Im Jahre 1960 wurde er am Marshall Space Flight Center (MSFC) der NASA Direktor der aeroballistischen Abteilung, eine Position, die er auch Anfang 1969, dem Jahr der Mondlandung der Apollo-11-Mission, noch innehatte. Einer der ihm unterstellten Mitarbeiter am MSFC war Jesco von Puttkamer.
Ernst Geissler erhielt 1973 das NASA Certificate of Appreciation und wurde zudem mit der NASA Distinguished Service Medal ausgezeichnet. Die American Astronautical Society ernannte ihn wegen seiner großen Verdienste um die Raumfahrt zum Fellow.
Er starb am 3. Juni 1989 in Huntsville, Alabama.

## Ehrungen
- NASA Certificate of Appreciation (1973)
- NASA Distinguished Service Medal (1973)
- Fellow der American Astronautical Society

## Publikationen
- Untersuchungen über Bahnformen, Wirkungsbereiche und Stabilitätsprobleme für Verfolgungskörper. 1950